# Гельмуть Нонн
Гельмуть Нонн (нім. Helmut Nonn, 18 жовтня 1933 — 12 листопада 2024) — німецький хокеїст на траві.
Бронзовий призер Олімпійських Ігор 1956 року, учасник 1960 року.